# Лапост, Жак
Жак «Жаки» Лапост (фр. Jacques «Jacky» Laposte; род. 24 марта 1952, Ла-Трините (Мартиника), Мартиника) — французский футболист мартиникского происхождения, выступавший на позиции полузащитника. Всю свою взрослую карьеру он провёл во французском клубе «Пари Сен-Жермен».

## Клубная карьера
Жак Лапост начинал свою карьеру футболиста в мартиникском клубе «Ла-Голуаз де Трините» из его родного города Ла-Трините (Мартиника). В 1972 году он стал футболистом французского клуба «Пари Сен-Жермен» наряду с Кристианом Андре, который как и Лапост являлся уроженцем Ла-Трините. «Пари Сен-Жермен» же тогда был переведён в Дивизион 3 из-за разделения клуба на собственно «Пари Сен-Жермен» и «Париж». Лапост сыграл свою роль в подъёме ПСЖ за два года из Дивизиона 3 в Дивизион 1. В частности, он отметился 25-метровым пушечным голевым ударом в победном (6:1) матче против «Арля», пршедшем 12 мая 1974 года в рамках Дивизиона 2.
В 1977 году Лапост получил серьёзную травму колена, из-за которой пропустил весь сезон 1977/1977. Он покинул ПСЖ в 1979 году, с 17 голами и 175 матчами за этот клуб в своём активе. Вскоре Лапост завершил свою карьеру футболиста.

## Карьера в сборной
Выступая за «Пари Сен-Жермен», Лапост вызывался в сборную Франции для игроков до 21 года.

## После футбола
Завершив свою футбольную карьеру, Лапост вернулся на Мартинику, где устроился на работу в больницу.